# دانیو اوسلوت
دانیو اوسلوت (نام علمی: Danio kyathit)، از خانواده کپورماهیان است. این گونه بومی بخش بالایی رودخانه ایراوادی در نزدیکی میتکیانا در شمال کشور میانمار است. دانیو اوسلوت (ocelot danio) گونه ای کوچک است که به‌صورت گله‌ای زندگی می‌کند. این ماهی که در سال ۱۹۹۸ توصیف شد، خویشاوندی و ارتباط نزدیکی با دانیو زبرا (گورخر ماهی) دارد.